# Madika i berbeć z Czerwcowego Wzgórza
Madika i berbeć z Czerwcowego Wzgórza (szw. Madicken och Junibackens Pims) – książka dla dzieci autorstwa Astrid Lindgren wydana pierwszy raz w oryginale w roku 1976, zaś polskie tłumaczenie Anny Węgleńskiej ukazało się w 1994. Ilustracje do wydania szwedzkiego, które zostały wykorzystane także w wydaniu polskim, stworzyła Ilon Wikland. Jest to kontynuacja przygód Madiki i Lisabet z tomu pierwszego Madika z Czerwcowego Wzgórza.
W tym tomie Madika kończy pierwszą klasę i po wakacjach wraca do drugiej. Książka kończy się, jak i poprzednia, opisem majowego ogniska. Wśród przygód Madiki i Lisabet opisanych w książce wymienić można m.in. odwszawianie, odkupowanie cioci Nilsson, bal dobroczynny i narodziny nowego członka rodziny Engstrom.